# Hôtel de Modène-Gaudemaris
L'Hôtel Poupardin, anciennement hôtel de Gaudemaris ou hôtel de Modène, est un bâtiment historique du centre historique de Carpentras, dans le département de Vaucluse. 

## Histoire
Ancien hôtel de la famille de Modène dont subsistent des façades du XVIe siècle donnant sur la cour intérieure, l'hôtel conserve un escalier à vis Renaissance qui est l'un des plus remarquables de Vaucluse. Plusieurs salons et chambres à alcôve conservent des décors de gypseries du milieu du XVIIIe siècle qui ont été protégés au titre des Monuments Historiques le 30 mars 1978 : façades et toitures sur cour ; escalier à vis ; pièces du deuxième étage avec leur décor (cad. CE 1189). Il doit sa configuration actuelle à la famille de Gaudemaris, marquis de Coppola et de Beaumes-de-Venise, qui y a entrepris d'importants travaux d'aménagement et de décoration intérieure entre 1750 et 1760. 

## Construction

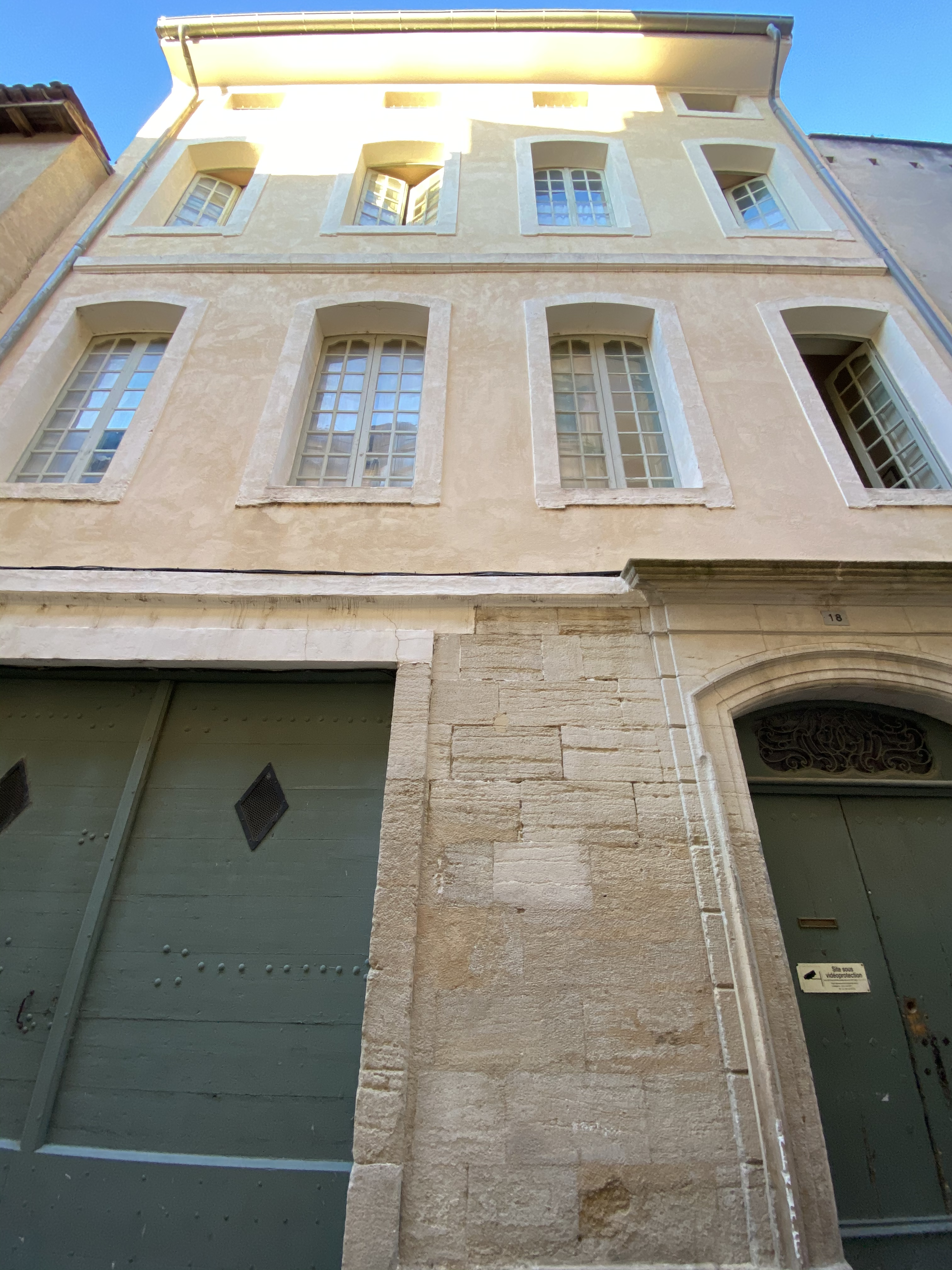
façade
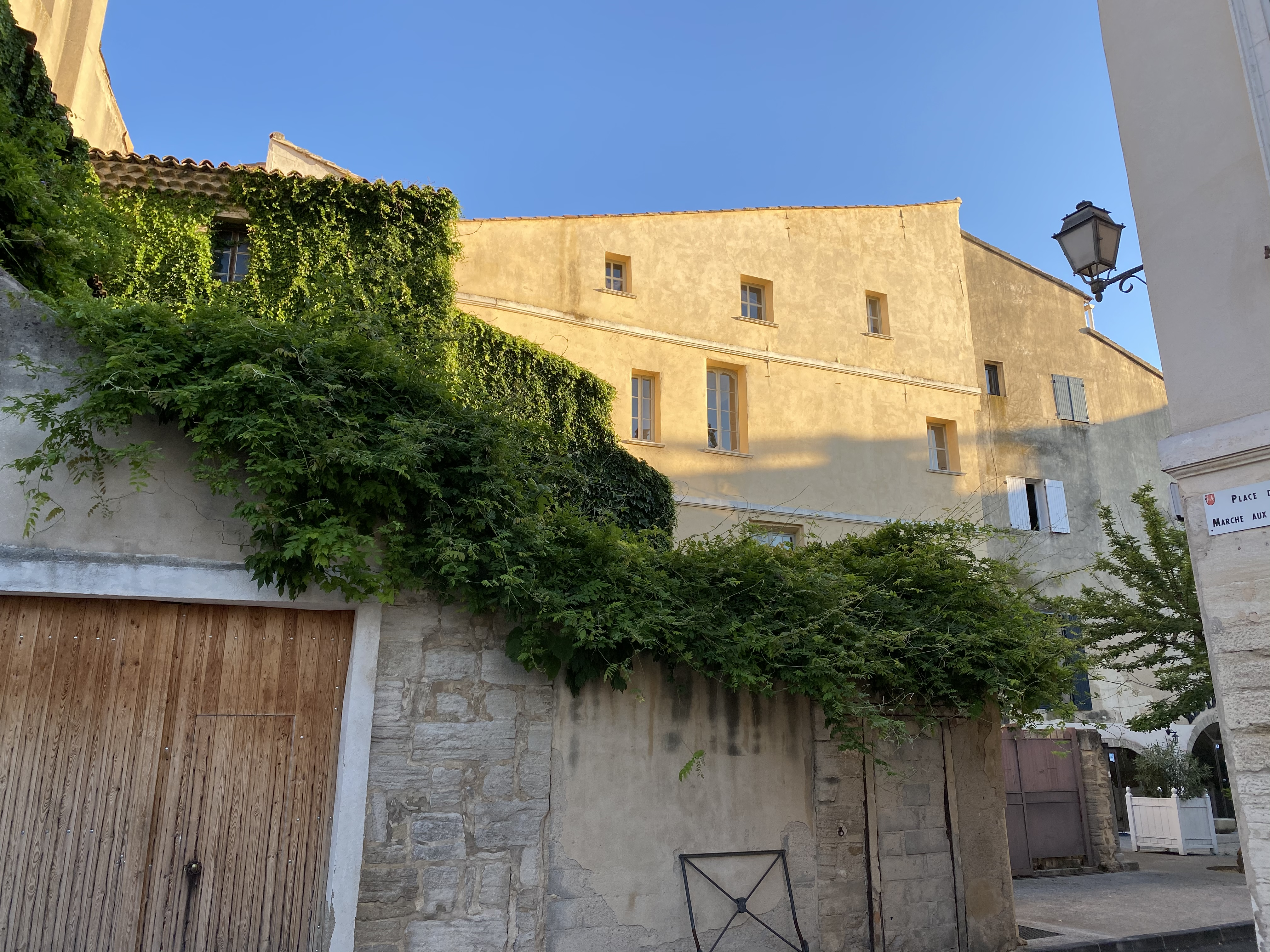